# Audrey Terras
Audrey Anne Terras (Washington, D.C., 10 de setembro de 1942) é uma matemática estadunidense, que trabalha com teoria dos números. Suas pesquisas focam sobre caos quântico e vários tipos de funções zeta.

## Formação
Audrey Terras nasceu em Washington, D.C. em 10 de setembro de 1942.
Obteve um BS em matemática na Universidade de Maryland em 1964, com os graus de MA e PhD na Universidade Yale em 1966 e 1970, respectivamente. Sweu orientador de doutorado foi Tsuneo Tamagawa. Afirmou em uma entrevista em 2008 que decidiu estudar matemática porque "O governo dos Estados Unidos pagou-me! E não muito! Foi a época do Sputnik, assim nós precisávamos formar mais matemáticos, e quando eu estava decidindo entre matemática e história, eles não iriam pagar-me para estudar história, eles estavam me pagando para a matemática."

## Carreira
Terras foi professora assistente da Universidade da Califórnia em San Diego em 1972, onde foi full professor em 1983. Aposentou-se em 2010, tendo atualmente o título de Professor Emerita.
Na graduação Terras foi inspirada or seu professor Sigekatu Kuroda a tornar-se uma teorista dos números; foi especialmente interessada no uso de técnicas analíticas para obter resultados algébricos. Atualmente seus interesses de pesquisa são em teoria dos números, análise harmônica sobre espaços simétricos e grupos finitos, funções especiais, teoria algébrica dos grafos, funções zeta de grafos, caos quântico aritmético e a fórmula do traço de Selberg.

## Reconhecimentos
Terras foi eleita Fellow da Associação Americana para o Avanço da Ciência (AAAS) em 1982. Foi AWM/MAA Falconer Lecturer em 2000, com a palestra "Finite Quantum Chaos," e apresentou a Noether Lecture de 2008, com a palestra "Fun with Zeta Functions of Graphs". Em 2012 foi eleita fellow da American Mathematical Society. Em 2019 foi eleita fellow da Association for Women in Mathematics.

## Publicações
- Terras, Audrey (1985). Harmonic Analysis on Symmetric Spaces and Applications. 1. Berlin: Springer-Verlag. ISBN 978-0-387-96159-0[10]
- Terras, Audrey (1988). Harmonic Analysis on Symmetric Spaces and Applications. 2. Berlin: Springer-Verlag. ISBN 978-0-387-96663-2[10]
- Terras, Audrey (1999). Fourier Analysis on Finite Groups and Applications. Cambridge: Cambridge University Press. ISBN 978-0-521-45718-7
- Terras, Audrey (fevereiro de 2002). «Finite Quantum Chaos». Washington, DC: Mathematical Association of America. American Mathematical Monthly. 109 (2): 121–139. ISSN 0002-9890. JSTOR 2695325. doi:10.2307/2695325 Article based on her 2000 Falconer lecture.
- Terras, Audrey (20 de março de 2007). «A Stroll Through the Garden of Graph Zeta Functions» (PDF). University of California, San Diego. Consultado em 26 de maio de 2009 Draft of a book on zeta functions of graphs.